# Giovanni Francini
Giovanni Francini (ur. 3 sierpnia 1963 w Massie) – piłkarz włoski grający na pozycji środkowego lub lewego obrońcy.

## Kariera klubowa
Karierę piłkarską Francini rozpoczął w zespole Torino Calcio. W sezonie 1980/1981 awansował do dorosłej kadry Torino, prowadzonej przez Ercole Rabittiego. W tamtym sezonie zadebiutował w Serie A. Przez pierwsze dwa sezony rozegrał 18 spotkań w Serie A i w 1982 roku został wypożyczony z Torino do Reggiany. W klubie tym grał przez rok w rozgrywkach Serie B i był jego podstawowym zawodnikiem. Latem 1983 wrócił do Torino i od sezonu 1984/1985 zaczął grać w pierwszym składzie. W Torino grał do 1987 roku.
Latem 1987 roku Francini został zawodnikiem SSC Napoli, gdzie także grał w wyjściowym składzie. Wiosną 1989 roku wystąpił w obu finałowych meczach Pucharu UEFA z VfB Stuttgart (2:1, 3:3). Z kolei w 1990 roku wywalczył mistrzostwo kraju, a latem zdobył Superpuchar Włoch. Od 1987 do 1994 roku rozegrał w barwach Napoli 184 mecze i strzelił 10 goli.
Latem 1994 Francini przeszedł z Napoli do Genoi 1893. Grał w niej przez pół roku i następnie został zawodnikiem Brescii Calcio. Na koniec sezonu 1994/1995 spadł z nią do Serie B. W 1996 roku zakończył karierę.
| Sezon   | Klub               | Kraj   | Rozgrywki | Mecze | Bramki |
| ------- | ------------------ | ------ | --------- | ----- | ------ |
| 1980/81 | Torino Calcio      | Włochy | Serie A   | 5     | 0      |
| 1981/82 | Torino Calcio      | Włochy | Serie A   | 13    | 0      |
| 1982/83 | A.C. Reggiana 1919 | Włochy | Serie B   | 30    | 0      |
| 1983/84 | Torino Calcio      | Włochy | Serie A   | 15    | 0      |
| 1984/85 | Torino Calcio      | Włochy | Serie A   | 27    | 2      |
| 1985/86 | Torino Calcio      | Włochy | Serie A   | 21    | 3      |
| 1986/87 | Torino Calcio      | Włochy | Serie A   | 30    | 3      |
| 1987/88 | SSC Napoli         | Włochy | Serie A   | 30    | 2      |
| 1988/89 | SSC Napoli         | Włochy | Serie A   | 26    | 1      |
| 1989/90 | SSC Napoli         | Włochy | Serie A   | 26    | 3      |
| 1990/91 | SSC Napoli         | Włochy | Serie A   | 25    | 1      |
| 1991/92 | SSC Napoli         | Włochy | Serie A   | 31    | 2      |
| 1992/93 | SSC Napoli         | Włochy | Serie A   | 25    | 1      |
| 1993/94 | SSC Napoli         | Włochy | Serie A   | 21    | 0      |
| 1994/95 | Genoa 1893         | Włochy | Serie A   | 6     | 0      |
| 1994/95 | Brescia Calcio     | Włochy | Serie A   | 17    | 0      |
| 1995/96 | Brescia Calcio     | Włochy | Serie B   | 13    | 0      |

## Kariera reprezentacyjna
W swojej karierze Francini występował w reprezentacji Włoch U-21. W dorosłej reprezentacji Włoch zadebiutował 15 listopada 1986 w wygranym 3:2 meczu eliminacji do Euro 88 ze Szwajcarią. W 1988 roku został powołany przez Azeglia Viciniego do kadry na ten turniej. Na turnieju był rezerowwym i nie zagrał żadnego spotkania. Od 1986 do 1990 roku rozegrał w kadrze narodowej 8 spotkań.